# Kanton Mauléon-Licharre
Kanton Mauléon-Licharre (francouzsky Canton de Mauléon-Licharre) je francouzský kanton v departementu Pyrénées-Atlantiques v regionu Akvitánie. Tvoří ho 19 obcí.

## Obce kantonu
- Ainharp
- Arrast-Larrebieu
- Aussurucq
- Barcus
- Berrogain-Laruns
- Charritte-de-Bas
- Chéraute
- Espès-Undurein
- Garindein
- Gotein-Libarrenx
- L'Hôpital-Saint-Blaise
- Idaux-Mendy
- Mauléon-Licharre
- Menditte
- Moncayolle-Larrory-Mendibieu
- Musculdy
- Ordiarp
- Roquiague
- Viodos-Abense-de-Bas